# Simbaci III Bagratuní
Simbaci III (IV) Bagratuní (en armeni Սմբատ Է Բագրատունի; mort el 775) va ser un patrici i Sparapet (general en cap) d'Armènia del 771 al 772. Per una mala identificació de Simbaci II i Simbaci III, que es va creure que eren una sola persona, se li va assignar l'ordinal armeni III (i VI Bagratuní), però el seu ordinal correcte seria IV-VII.
Va ser elegit nakharar i va agafar la direcció de la família Bagratuní el 761, any en què van morir el seu pare Asoci III el Cec, retirar del govern per la seva ceguesa, i el seu oncle Isaac III Bagratuní, que havia dirigit a la família els darrers 11 anys, probablement perquè era massa jove quan el seu pare va ser cegat l'any 748.
L'any 771 va esclatar la revolució armènia dirigida per Artavasdes Mamiconi que com a primer acte va matar el recaptador fiscal del districte del Shirak, a la vila de Kumair. Però els àrabs eren molt forts oi va haver de fugir cap a Kartli. Per perseguir Artavasdes es va demanar suport a Simbaci III Bagratuní. Van aconseguir atrapar-lo i recuperar una part del botí però Artavasdes va poder arribar al territori de la Còlquida on es va instal·lar sota protecció romana d'Orient. Simbaci III va ser nomenat patrici i sparapet l'any 771, càrrec vacant des de la mort de Isaac I Bagratuní.
En represàlia per la revolta Hasan va tornar a apujar els impostos. Un parent d'Artavasdes, Musel Mamiconi, també es va refugiar llavors a les muntanyes, de d'on va dirigir una guerrilla per algun temps i va obtenir alguns èxits notables. El principal va ser la derrota de la guarnició àrab de Dvin (quatre mil homes) que havia sortit a perseguir-lo, derrota que va aconseguir Muixel amb només 200 homes. Això va animar als nakharark que van decidir de revoltar-se. Una reunió general va acordar l'aixecament. Es van reunir cinc mil homes que van atacar Karin, menys defensada que Dvin i més propera a la frontera romana d'Orient. Van asseyjar la ciutat però no van poder conquerir-la. Asoci III Bagratuní de Taron recomanava la submissió però Simbaci, tot i el seu càrrec, va decidir participar-hi.
El califa va enviar trenta mil soldats de Khorasan l'any 772, dirigits pel general Amr o Amru conegut per Umar que es va establir a Khelat. Asoci III era a Khelat i va advertir secretament als rebels, però no el van creure i el setge de Karin va seguir. Per la seva banda Hamzasp Arzeruni (que tenia per vassalls als Amatuní, als Reixtuní i als Teruni, ajudat principalment pels Amatuni i per Vasaces Bagratuní (germà de Simbaci III), ara ja senyor de Taron, va atacar Ardjesh, on hi havia una guarnició àrab. Cap d'allí va marxar Amr o Amru que va infligir a Hamazasp una derrota total el 15 d'abril del 772. Els àrabs es van desplaçar al Bagrevand i van acampar a Ardzeni mentre la notícia de la derrota arribava a Karin (Erzurum). Van haver d'aixecar el setge i van decidir anar a Bagrevand on van arribar el 25 d'abril del 772 i van lliurar una desigual batalla on van morir quasi tots. Entre els morts hi havia Simbaci III Bagratuní, Musel Mamiconi, Samuel Mamiconi, Baanes Gnuní conegut per Daixnak (el del punyal) i fins a 300 mes, i més de 4.000 soldats i nobles secundaris.
El fill de Simbaci III, Asoci el Carnívor, es va refugiar a les seves terres, a les fonts de l'Araxes, prop de la frontera romana d'Orient, a la fortalesa de Bagaran. Vasaces de Taron (germà petit de Simbaci III), va abandonar Taron i es va establir a les muntanyes de la Klardjètia (regió d'Ardahan, a les fonts del Kura, que van acabar dominat el seu fill Adarnases i el seu net Asoci). A l'Armènia pròpia només la regió de Moxoene (Mokq) en poder d'una branca dels Bagratuní que no va participar en la revolta, va quedar en poder de la família.